# Kombu (Trompete)

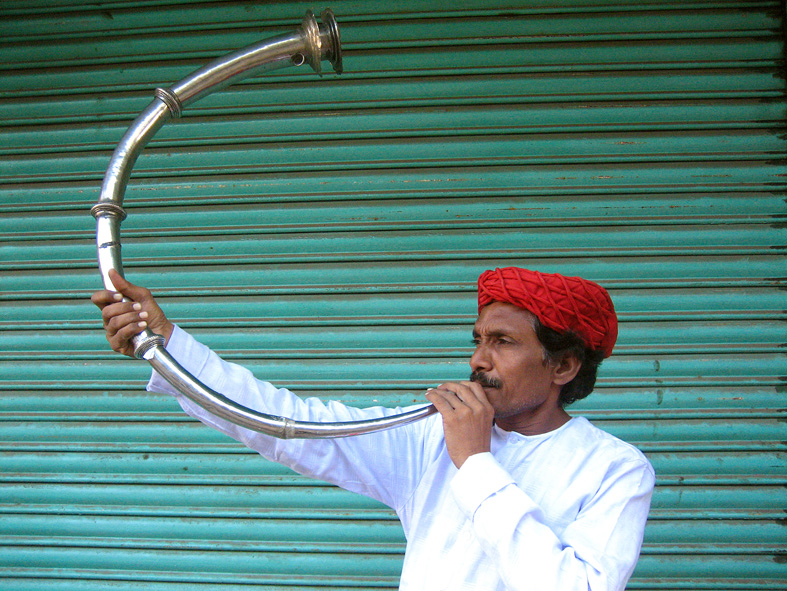
Tutari-Spieler bei einer Hochzeit in Mumbai

Kombu (Malayalam und Kannara), auch kompu, kompa, Marathi tutari, Nepali narsinga, Sanskrit shringa (sṛṅga), turya, bezeichnet eine in der Volksmusik und religiösen indischen Musik vom Südrand des Himalaya bis nach Sri Lanka gespielte Gruppe von langen Naturtrompeten aus Metall. Die Grundbedeutung der regionalsprachigen Instrumentennamen ist „Tierhorn“. Früher dienten die Trompeten als Militärmusik- und Signalinstrumente sowie bei Prozessionen und in der rituellen Tempelmusik, heute werden sie meist in der religiösen Funktion verwendet. Die südindische Version kombu und die zentralindische tutari sind in einem großen Halbkreis gebogen, die seltenere nordindische shringa ist S-förmig.

## Herkunft und Verbreitung

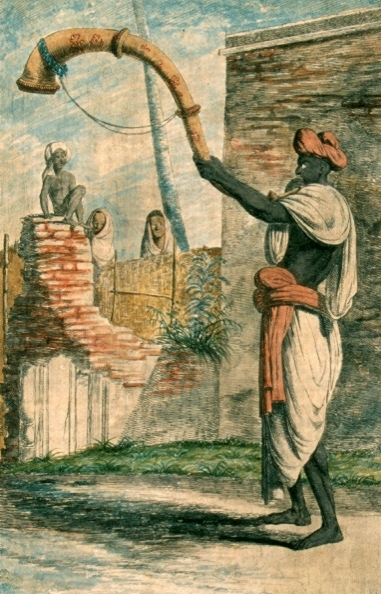
Ramsinga, eine vierteilige, S-förmige Trompete. Kolorierte Radierung des flämischen Malers François Balthazar Solvyns von 1799. Er lebte von 1791 bis 1803 in Kalkutta.

Zu den frühestes Trompeteninstrumenten gehörten wohl solche aus den Hörnern von Rindern, Wasserbüffeln oder Widdern wie der in jüdischen Tempeln verwendete Schofar. Die heutigen indischen Trompeten aus Metall werden in den unterschiedlichen nord- und südindischen Sprachen mit dem Wort für „Horn“ benannt, ein Hinweis, dass Tierhörner die Vorläufer aller späteren Metalltrompeten waren: Sanskrit shringa, Pali singam, Prakrit singa, bengalisch simha, Hindi sing, Gujarati singum, Kannada shringi, Marathi tutari, turahi und Malayalam / Tamil kombu. Geblasene Tierhörner gibt es heute noch bei einigen indischen Stammesgruppen. Die Bhils im westlichen Zentralindien nennen sie singe, die Marias von Madhya Pradesh kohuk, Musiker des nordostindischen Naga-Stammes Angami blasen neben der Holzröhrentrompete ketsü ein halbmeterlanges Büffelhorn reli-ki, an dem eine Bambusröhre als Mundstück befestigt ist. Die zentralindischen Santals kennen das ausnahmsweise nicht längs, sondern durch ein seitliches Loch angeblasene Büffelhorn sakna.
Blasinstrumente werden in Indien als sushira vadya klassifiziert (sushira, „hohl“, vadya, „Musikinstrument“), bei ihnen wird der Ton durch die Schwingungen der Luft in einer Röhre erzeugt. Als der Musiktheoretiker Bharata um die Zeitenwende in seinem Werk Natyashastra das bisherige Wissen um die Musikinstrumente, Theaterformen und die Theorie der Ritualmusik Gandharva zusammenfasste, besaß nur die Bambusflöte vamsha eine größere Bedeutung für das große Theaterorchester. Für die Flöten galten dieselben musikalischen Regeln zu Tonsystemen und Intervallen wie für die Gruppe der Saiteninstrumente (vina).
Die anderen beiden Röhreninstrumente waren das Schneckenhorn shankha und die Trompete tundakini (anderer Name eventuell turya). Beide wurden in der vedischen Zeit kaum in der Theatermusik verwendet, sie besaßen einen sakralen Charakter und kamen bei religiösen Ritualen, auch bei buddhistischen und jainistischen Zeremonien, und in der Militärmusik zum Einsatz. Diese Rolle haben indische Trompeten und Hörner bis heute beibehalten. In der tibetisch-buddhistischen Ritualmusik werden verschiedene Arten von Metalltrompeten und ein Schneckenhorn mit dem Oberbegriff dung bezeichnet.
Ein Gandhara-Relief aus dem 2./3. Jahrhundert zeigt den jungen Siddharta in seinem Palast von Tänzerinnen und Musikern mit Trompeten und Trommeln umgeben, die mit lebensfrohen Darbietungen versuchen, den jungen Königssohn davon abzuhalten, sich als Asket in die Einsamkeit zurückzuziehen. In seinem Versepos Buddhacarita zählt Ashvaghosha (um 80 – um 150) die bei dieser Szene gespielten Instrumente turya, (Blasinstrument), mridanga (Tontrommel), vina (Harfe), mukunda (Kesseltrommel) und muraja (Fasstrommel) auf. Von der Namensgebung lässt sich allgemein selten auf Material und Form eines Instruments schließen, höchstens auf dessen Verwendungszweck. So steht das Wort turya in den Jatakas für Trompeten und für Musikinstrumente insgesamt. Das Instrument govishanika (oder goshringa) im Mahabharata war vermutlich ein Kuhhorn, im Bhagavatapurana wird Krishna srnga (shringa) priya, „Hörner-Liebling“ genannt, eines Morgens spielt er als junger Kuhhirte selbst das Horn. Das Sanskritwort srnga kann neben seiner Grundbedeutung auch „Berg“ oder die Ziertürmchen an den Rücksprüngen (karna) des indischen Tempelturms (shikhara oder vimana) bedeuten (karna srnga).
Betraten Könige oder andere Würdenträger die Stadt, war es üblich, sie mit Instrumentalmusik und Gesängen zu begrüßen. Im vierten Buch des Mahabharata lässt König Virata seinen siegreich heimkehrenden Sohn mit Trompeten und Schneckenhörnern empfangen. Eine stark beschädigte Wandmalerei in Höhle 10 von Ajanta (ab dem 2. Jahrhundert v. Chr.) zeigt vermutlich eine religiöse Prozession von Frauen, die Trommel und Trompete spielen und in die Hände klatschen.
In sehr gutem Zustand blieb am Stupa von Sanchi (Westpfeiler des Nordtors, oberstes Relief) aus dem 1. Jahrhundert v. Chr. eine Gruppe von Musikanten und Tänzern erhalten. Auf der linken Seite der unteren der beiden Reihen sind zwei Trompeten spielende Musiker zu sehen, deren Instrumente annähernd senkrecht nach ober ragen und anstelle eines Trichters in einem nach unten gebogenen Tierkopf enden. Für diese Spielhaltung haben sie ihre Köpfe weit nach hinten geneigt. Die Musiker daneben spielen ein anderes Blasinstrument mit zwei Spielrohren (ähnlich dem griechischen Aulos), Doppelkonus- und Sanduhrtrommel sowie Handzimbel. Die einzige altindische Darstellung dieses besonderen Trompetentyps ist beispielhaft für die damalige Praxis, Trompeten paarweise zu verwenden. Ein Vergleich bietet sich an mit dem Carnyx, einem ähnlich aussehenden Blasinstrument der Kelten in Nordeuropa aus derselben Zeit. Über eine historische Beziehung der beiden Instrumente gibt es keine Hinweise. Da im Rigveda mehrfach Metalle (ayas, vermutlich Kupfer und Eisen) erwähnt werden, aus denen Schwerter, Pfeilspitzen und Alltagsgeräte hergestellt wurden, ist anzunehmen, dass die in Sanchi abgebildeten Trompeten aus Metall bestanden.
Es ist nicht bekannt, ob die in Sanchi abgebildeten geraden Trompeten mit ihrer Bauform in Indien den Vorläufer der späteren gebogenen Metalltrompeten bildeten, jedenfalls blieben die musikalischen Einsatzgebiete dieselben. Als Instrumente der Militär- und Repräsentationsorchester der Herrscher stehen sie in Verbindung mit der arabischen Langtrompete būq, die namens- und formverwandt in Georgien als buki bekannt war, und der indischen karna (in Zentralasien karnai), die zusammen mit der meist paarweise gespielten Kesseltrommel naqqāra an den Höfen der indischen Mogulkaiser zu den Insignien der Macht gehörten. Akbars Hofchronist Abu 'l-Fazl zählte um 1590 die Instrumente des Palastorchesters (nauba) auf, zu denen zwei Trompeten (nafīr), sechs Langtrompeten (karna) und zwei Hörner (shringa) gehörten. Der Name nafir leitet sich von den vorderorientalischen Eintontrompeten ab, die sich im islamischen Nordafrika verbreitet haben und von denen unter anderem am Südrand der Sahara die in ähnlicher Funktion eingesetzte kakaki abstammt. In der nordindischen Volksmusik bezeichnet naferi ein Doppelrohrblattinstrument. Die Telugu-Volkserzählung Katamaraju katha, im 15. Jahrhundert aufgeschrieben vom Dichter Srinatha (1365–1441), enthält in einer Schlachtenbeschreibung auch einen Satz über die Musikinstrumente, mit denen die Soldaten marschierten. Sie spielten unentwegt naferi, die Trompete buraga und das Horn kommu.
Gerade Langtrompeten, die bei gesellschaftlichen und religiösen Zeremonien in Indien gespielt werden, sind die tiruchinnam und ekkalam in Tamil Nadu, die karna(t) im nordwestlichen Indien und die seltene bhankora in der Region Garhwal am Südrand des Himalaya. Wie diese werden die dungchen in Tibet und die ponga in Nepal bei religiösen Kulten verwendet.

## Bauform und Spielweise

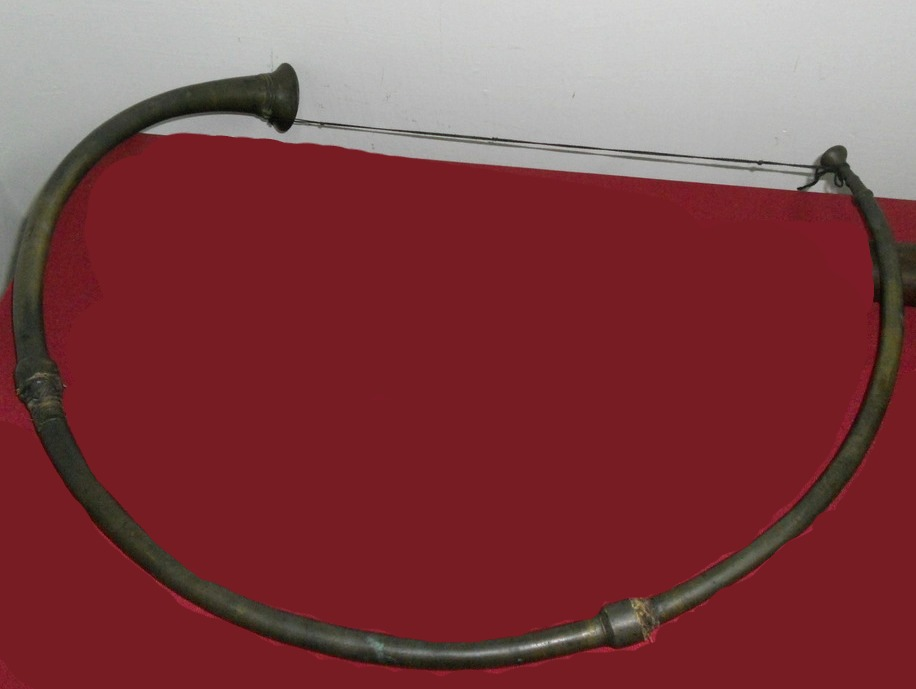
Kombu, halbrunde Trompete aus Kerala

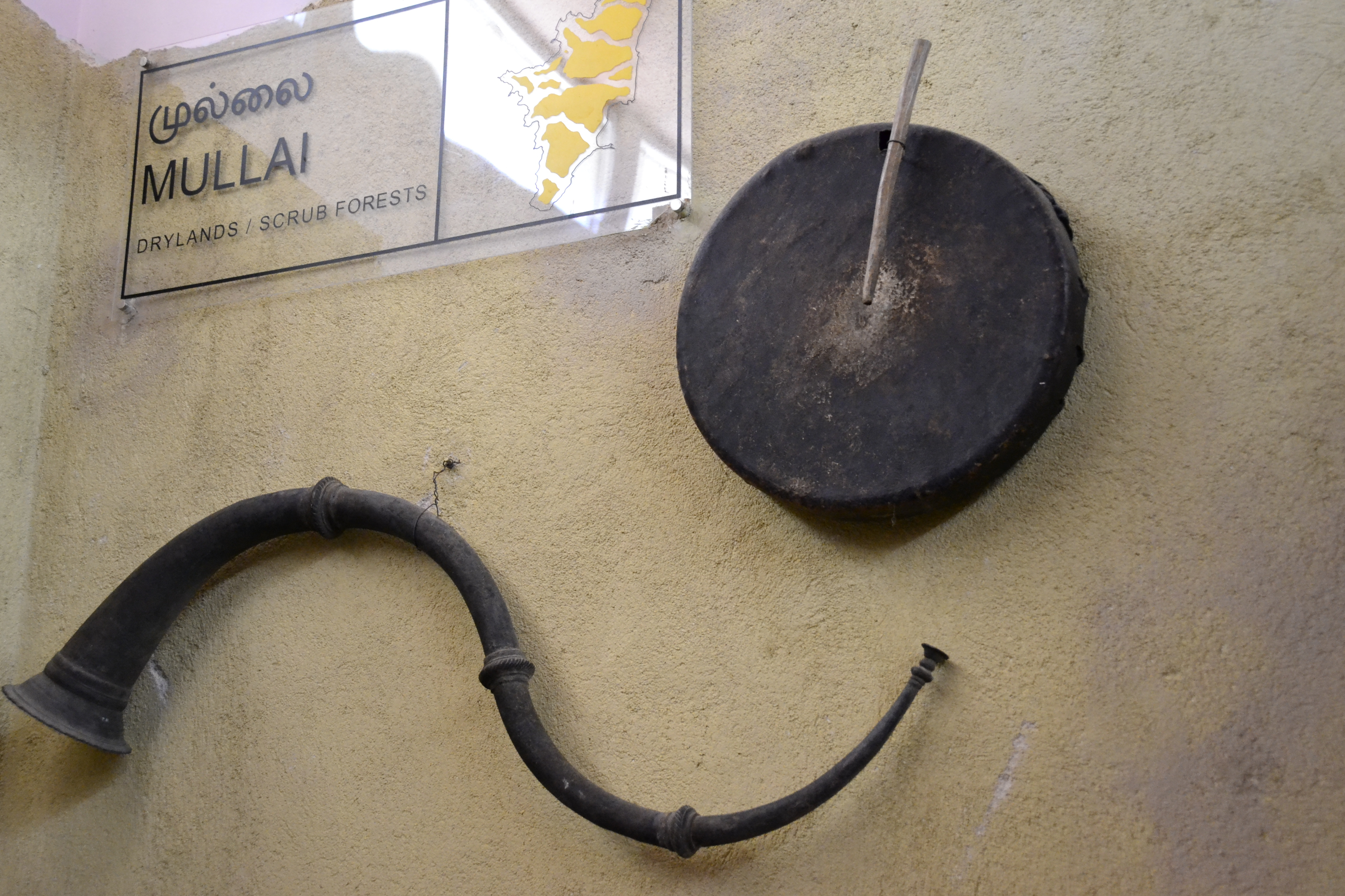
Thaarai, S-förmige Trompete aus Tamil Nadu (aus einem abgelegenen Gebiet: mullai bedeutet „offenes Waldland“) mit dem Flachgong thappatti

Zwischen dem Mogul-Orchester und dem ähnlichen Instrumentarium der Damai, einer unteren, Nepali sprechenden Kaste im Kathmandutal, besteht möglicherweise ein Zusammenhang. Im Trommelorchester der Damai mit der Kesseltrommel damaha ist das charakteristische Blasinstrument die narsinga, eine aus mehreren Teilen zu einem Halbrund zusammengesteckte Trompete, die nicht nur dem Namen nach mit den indischen gebogenen Trompeten übereinstimmt. Die narsimga wird immer in halbrunder Form gespielt, könnte jedoch theoretisch durch Drehung an den Verbindungsstellen zu einer S-Form verändert werden und würde dann dem nordindischen shringa entsprechen. Die narsinga (narsimga) wird von der Unterkaste der Tamrakar hergestellt, die sich in Patan auf die Verarbeitung von Kupferblech spezialisiert haben.
Neben den halbrund gebogenen Trompeten gibt es in Nepal wie andernorts in Südasien auch gerade ein- oder zweiteilige Trompeten, die in ähnlicher Funktion gespielt werden. Ein Beispiel ist die etwa ein Meter lange kahan (auch kaha) im Kathmandutal aus 0,7 Millimeter starkem Kupferblech, er besitzt den minimalen Durchmesser von 1 bis 1,5 Zentimetern und erweitert sich nur bis zu knapp 5 Zentimetern Trichteröffnung. Das Instrument wird mit der rechten Hand nahe am oberen Ende gehalten und beim Blasen zusätzlich mit der linken Hand mit einem Bambusstock geschlagen. Durch eine spezielle Blastechnik entsteht ein vibrierender Ton. Die kahan spielt bei verschiedenen sozialen und religiösen Prozessionen, im Maskentheater Mahakali pyakhan der Newari tönt er bei den Schlachtenszenen. Eine ähnliche schlanke Trompete, die bei einem anderen Fest gespielt wird, heißt ponga (auch payantah). Die geraden Trompeten ponga und kahan im Trommelorchester zählen ebenso wie die kombu und andere gebogene Trompeten normalerweise nicht zu den Melodieinstrumenten, sie produzieren entweder rhythmische Einzeltöne oder zu mehreren in großen Orchestern bei Festveranstaltungen einen anhaltenden Dauerton.
Zu den halbkreisförmig gebogenen indischen Metalltrompeten gehören die tutari (oder turahi) in Maharashtra, deren vier bis fünf Töne am Tempel, gelegentlich im Volkstanztheater Tamasha und bei sonstigen Zeremonien zu hören sind. Tutari wird in Maharashtra auch eine gerade Trompete genannt. Name und Form sind wohl von der mittelalterlichen tundakini abgeleitet, die lautmalerisch wegen der stoßweise hervorgebrachten Töne auch turuturi oder tittiri hieß. Zu den geraden Instrumenten gehören ferner chukka, kahala und in Maharashtra die bhongal. S-förmig gebogen sind in Uttar Pradesh turi, in Rajasthan bankya und bargu, in Karnataka banke, in Madhya Pradesh ransingha und weit verbreitet im Norden, unter anderem in Himachal Pradesh die kupferne narsingha (narasingha). Im Süden von Maharashtra spielen die niedrigkastigen Ghasi und Dom die halbkreisförmige narsimga (narsiga) aus Messing bei Tempelritualen, Hochzeiten und zur Begleitung des Schwerttanzes paiki. Die Ensembles bestehen ferner aus der Kegeloboe shehnai sowie den Trommeln dhak, dholki, bher und nagara.
S-förmig gebogene Trompeten tragen im Norden den allgemeinen Namen shringa (srnga). Eine besondere Variante ist die mehrfach schlangenförmig gebogene nagphani von Gujarat, die zu Recht ihren Namen nach der mythologischen Naga trägt. Aus dem offenen Maul (phani) als Schallbecher ragt eine gespaltene Zunge. Die Rohrlänge eines Instruments vom Ende des 19. Jahrhunderts beträgt 157 Zentimeter.
In der Kumaon-Region von Uttarakhand in den Vorbergen des Himalaya wird bei großen Hochzeiten der alte, in der Tradition der Rajputen stehende Ch(h)oliya-Kriegertanz mit Schwertern und Schilden aufgeführt. Zur Begleitung der akrobatisch agierenden Rajputen-Tänzer spielen niedrigkastige Volksgruppen (Dholies) die Fasstrommel dhol und die kleine Kesseltrommel damau, während die Gruppen der Bairagis, Jogis oder Gosains die im Halbkreis gebogene Trompete turi und die große, S-förmige Trompete ransing in einem wilden Rhythmus spielen. Für die konstante Abfolge einiger Melodietöne sorgen mehrere Sackpfeifen mashak.
Turi, Sanskrit turya und tur hi in Bihar sind vielleicht sprachverwandt mit tori, wie eine kurze, quer geblasene Bronzetrompete genannt wird, die Jugendliche der Muria, einer Adivasi-Gruppe im zentralindischen Distrikt Bastar im Ghotul (Jugendschlafhaus) rituell verwenden. Die Trompete ist 34 Zentimeter lang und sorgfältig gearbeitet.
Die bekannteste Form der kombu in Südindien ist halbkreisförmig und besteht aus drei dünnen Rohrabschnitten aus Messing oder Kupfer, die an den verdickten Verbindungsstellen ineinandergeschoben werden. Das Ende erweitert sich leicht zu einem Schalltrichter, am anderen Ende ist ein breites Mundstück angesetzt. Die kombu ist zerlegbar und wird durch eine, zwischen den Enden gespannte Schnur in Form gehalten. Kleinere Trompeten heißen timiri kombu und größere bari kombu. Die kombu werden mindestens paarweise gespielt und sind auf den Grundton und die Quinte gestimmt (Sa und Pa).

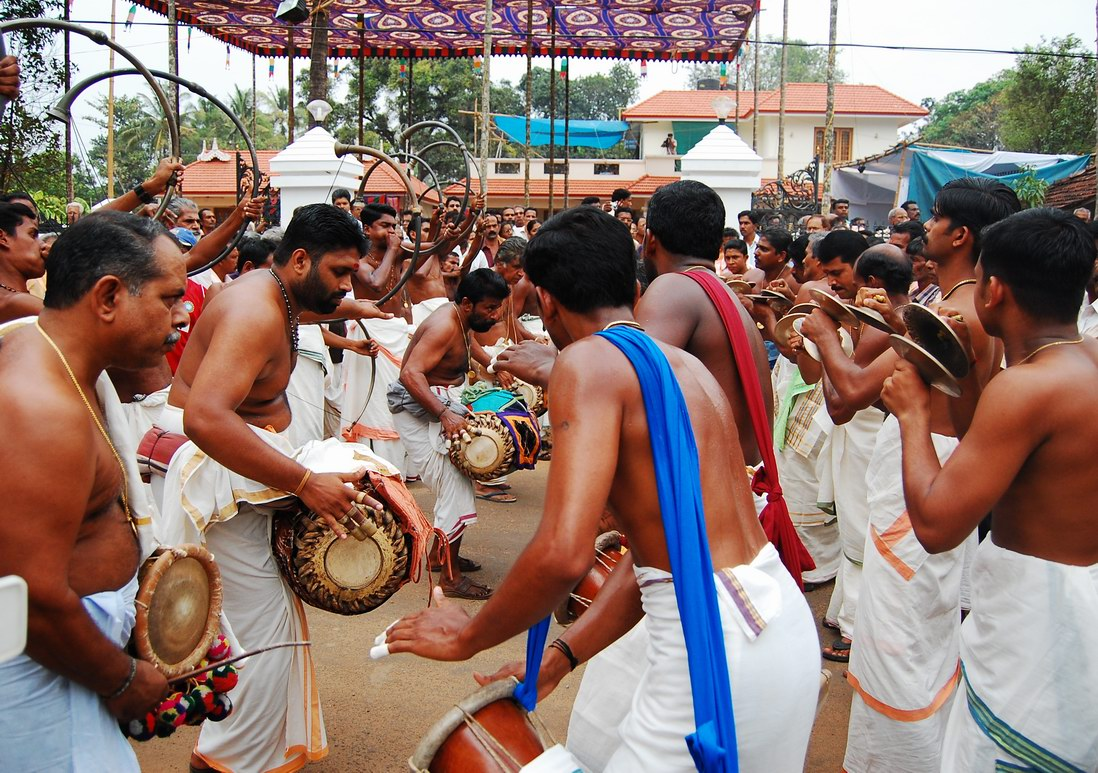
Panchavadyam-Trommelorchester in Kerala. Links außen: Sanduhrtrommel idakka, Mitte: zwei madhalam, links oben: eine Reihe kombu, rechts: Paarbecken elathalam, Mitte vorn: Sanduhrtrommel timila

Solche Bogentrompeten kommen zusammen mit Trommeln bei Hochzeiten und religiösen Prozessionen zum Einsatz. Am bekanntesten ist ihre Verwendung in Kerala beim zeremoniellen Trommelorchester Panchavadyam („Fünf Musikinstrumente“), bei dem neben mehreren kombu als einzigen Blasinstrumenten die Sanduhrtrommeln idakka und timila sowie die größere zweifellige Fasstrommel madhalam, alle drei aus Holz, und die kleinen Bronzepaarbecken elathalam zusammenspielen. In der Regel verfügen große Panchavadyam-Orchester über ein bis zwei idakka-Spieler, etwas mehr madhalam-Spieler und doppelt so viele Trompeten und Becken als madhalam vorhanden sind. Bei Tempelfesten in Kerala wie dem Ritualtheater Mutiyettu beginnt eine Aufführung am Vormittag und dauert mit einer Unterbrechung am Nachmittag und Abend bis in die Nacht. Bei den ebenfalls während Tempelfesten in Kerala auftretenden Orchestern Panchari melam und Pandi melam spielen kombu mit kuzhal (ein Doppelrohrblattinstrument, kürzer als die nadaswaram), Zylindertrommeln (chenda) und elathalam zusammen. Die beiden Blasinstrumente spielen in den mit mindestens 20, besser 30 und bei großen Tempelfesten maximal mit 200 Musikern besetzten Tempelorchestern keine Melodien, sondern betonen und verlängern die Schläge der chenda, weshalb sie häufig zu den tala vadya (bezeichnet in Kerala Perkussionsinstrumente) gezählt werden.
Im Tempelmusikstil kombu pattu („Trompeten-Lied“) spielen mehrere kombu, die drei Töne produzieren, mit Takt gebenden Zimbeln. Es ist für die südindische Ritualmusik eine Seltenheit, dass Melodieinstrumente im Mittelpunkt stehen. Der tamilische Name tiruchinnam steht für zwei gerade, etwa 85 Zentimeter lange Messingtrompeten, die von einem Spieler gleichzeitig seit alter Zeit im Tempel gespielt werden.
Halbprofessionelle Musiker der Kota, einer Adivasi-Gruppe in den südwestindischen Nilgiri-Bergen, spielen bei festlichen Anlässen die Kegeloboe mukhavina, ein ähnliches Borduninstrument ohne Fingerlöcher und zwei kombu. Eine höher klingende Trompete ist rechts, eine tiefere links am Rand des Orchesters positioniert. Hinzu kommen mehrere große, mit Stöcken geschlagene Zylindertrommeln, dappu.

## Sonstiges
In Tamil Nadu und in Sri Lanka veranstalten Tamilen an einigen Tempeln ein Jahresfest zu Ehren der mythischen Heiligen Kannagi, das kompu murittal („Horn-Brechen“) oder kompu vilayiattu („Horn-Spiel“) genannt wird. Bei dieser Form von Geisteraustreibungszeremonie soll der Kannagi-Geist besänftigt werden. Hierbei kommen keine Metalltrompeten zum Einsatz, sondern entsprechend gebogene Holzstäbe, die zwei Mannschaften als Requisiten eines Spieldramas dienen.
Die Prabhat Film Company nutzte in den 1930er und 1940er Jahren eine tutari für das Logo ihrer Filme, gespielt von einer silhouettenhaft sichtbaren jungen Frau, wobei die zu hörende Melodie nicht von einer Trompete stammt.